# 臧姓
臧姓為中文姓氏之一，在《百家姓》中排名第112位。

## 起源
臧姓起源有二。 
一是以字为氏。春秋时鲁国国君鲁孝公的儿子公子彄，字子臧，他的子孙后代就以臧为氏。 
二是春秋时曹宣公之子公子欣时，字子臧，其子孙以其字作为自己的姓氏，亦称为臧氏。
《庄子·骈拇》：臧与谷，相与牧羊，羊亡。

## 延伸阅读
[在维基数据编辑]
 《百家姓》
 《欽定古今圖書集成·明倫彙編·氏族典·臧姓部》，出自陈梦雷《古今圖書集成》